# Dactylorhiza nieschalkiorum
Dactylorhiza nieschalkiorum là một loài thực vật có hoa trong họ Lan. Loài này được H.Baumann & Künkele mô tả khoa học đầu tiên năm 1981.